# Zoya Boguslavskaya
Zoya Borisovna Boguslavskaya  (en ruso: Зо́я Бори́совна Богусла́вская; nacida el 16 de abril de 1924) es una poetisa, novelista, ensayista, dramaturga, crítica y escritora soviético-rusa.
Nació en Moscú, hija de Boris Lvovich Boguslavsky y Emma Iosifovna Boguslavskaya. Estudió en el Moscow State Institute of Arts y en el Institute of History of Art. Ha estado afiliada a la Association of Women Writers of Russia, la Russian Writers' Union, la Internal Association of Women Writers de París y el Russian Pen Centre.
Se casó con el poeta Andréi Voznesenski en 1964.

## Premios
- Russian Individual Triumph and Foundation Prize[2]